# Cos consular a Barcelona
El Cos consular a Barcelona és el cos consular de Barcelona, que amb prop d'un centenar de consolats, el 2009 era el tercer més important del món. Els seus membres treballen per la projecció de Barcelona i els intercanvis internacionals de l'economia, la cultura, la ciència i la societat catalanes. El 2009 va rebre la Creu de Sant Jordi «en reconeixement a [sic] la representació col·lectiva dels estats acreditats diplomàticament a la capital de Catalunya».
Barcelona és la tercera ciutat que no és capital d'Estat, darrere de Hong Kong, Nova York i Hamburg, amb més representació consular. Aquestes oficines i agents consulars a Catalunya són actors clau en el desplegament de les relacions bilaterals amb els estats respectius. El Govern de Catalunya veu en aquesta potent estructura consular una gran oportunitat per vehicular amb veu pròpia les relacions amb Catalunya i constitueix un important revulsiu per als intercanvis culturals i econòmics amb els països que representa.
A més del manteniment de relacions bilaterals amb cada un d'aquestes representants, el Govern impulsa projectes en conjunt per incidir en el seu coneixement i implicació en la realitat de Catalunya i establir protocols d'actuació que contribueixin a facilitar-los al màxim la seva feina.